# Krystyna Pyszková
Krystyna Pyszková (polsky Krystyna Pyszko, * 19. ledna 1999 Třinec) je česká modelka, vítězka soutěže Miss Czech Republic 2022 a Miss World 2023.

## Životopis
Narodila se v Třinci do rodiny českých potomků slezských Goralů z okolí obce Návsí. Hovoří těšínským nářečím. Vystudovala Gymnázium Třinec a po jeho absolvování žila v Praze. V roce 2019 začala studovat práva na Právnické fakultě Univerzitě Karlovy a obchodní administrativu na MCI Innsbruck.[zdroj?]
Dne 7. května 2022 byla korunována Miss Czech Republic 2022 a tím získala právo reprezentovat Českou republiku na Miss World. Poté, co zvítězila v soutěži proti 111 konkurentkám z celého světa, byla dne 9. března 2024 v indické Bombaji korunována v pořadí 71. Miss World. Soutěž absolvovala s horečkou v důsledku virózy. Stala se tak druhou vítězkou z Česka, po triumfu Taťány Kuchařové v roce 2006.
Dne 4. července 2025 během otevíracího ceremoniálu Mezinárodního filmového festivalu Karlovy Vary veřejnosti odhalila své těhotenství a prozradila, že jejím prvorozeným potomkem bude holčička.